# Richard Warner (Politiker)

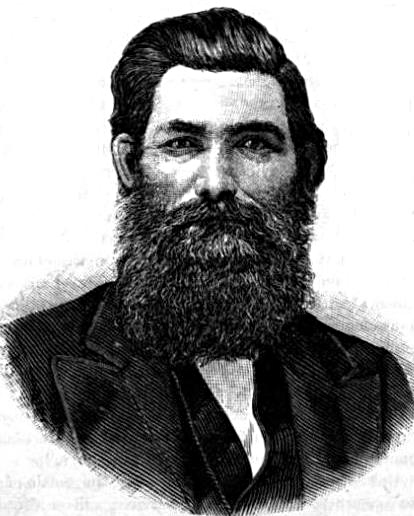
Richard Warner

Richard Warner (* 19. September 1835 bei Chapel Hill, Marshall County, Tennessee; † 4. März 1915 in Nashville, Tennessee) war ein US-amerikanischer Politiker. Zwischen 1881 und 1885 vertrat er den Bundesstaat Tennessee im US-Repräsentantenhaus.

## Werdegang
Richard Warner besuchte die öffentlichen Schulen seiner Heimat. Nach einem anschließenden Jurastudium an der Cumberland University in Lebanon und seiner im Jahr 1858 erfolgten Zulassung als Rechtsanwalt begann er in Lewisburg in seinem neuen Beruf zu arbeiten. Während des Bürgerkrieges war er zwischen 1861 und 1865 Soldat im Heer der Konföderation.
Nach dem Krieg setzte er seine Arbeit als Anwalt fort. Außerdem begann er als Mitglied der Demokratischen Partei eine politische Laufbahn. Im Jahr 1870 war er Mitglied einer Versammlung zur Überarbeitung der Staatsverfassung; von 1879 bis 1881 saß Warner als Abgeordneter im Repräsentantenhaus von Tennessee. Bei den Kongresswahlen des Jahres 1880 wurde er im fünften Wahlbezirk von Tennessee in das US-Repräsentantenhaus in Washington, D.C. gewählt, wo er am 4. März 1881 die Nachfolge von John Morgan Bright antrat. Nach einer Wiederwahl konnte er bis zum 3. März 1885 zwei Legislaturperioden im Kongress absolvieren. Ab 1883 war er Vorsitzender des Bergbauausschusses. Im Jahr 1884 wurde Richard Warner nicht wiedergewählt.
Nach seinem Ausscheiden aus dem US-Repräsentantenhaus arbeitete Warner wieder als Anwalt. Politisch trat er nicht mehr in Erscheinung. Er starb am 4. März 1915 in Nashville und wurde in seinem Geburtsort Chapel Hill beigesetzt.